# De Tomaso Guarà

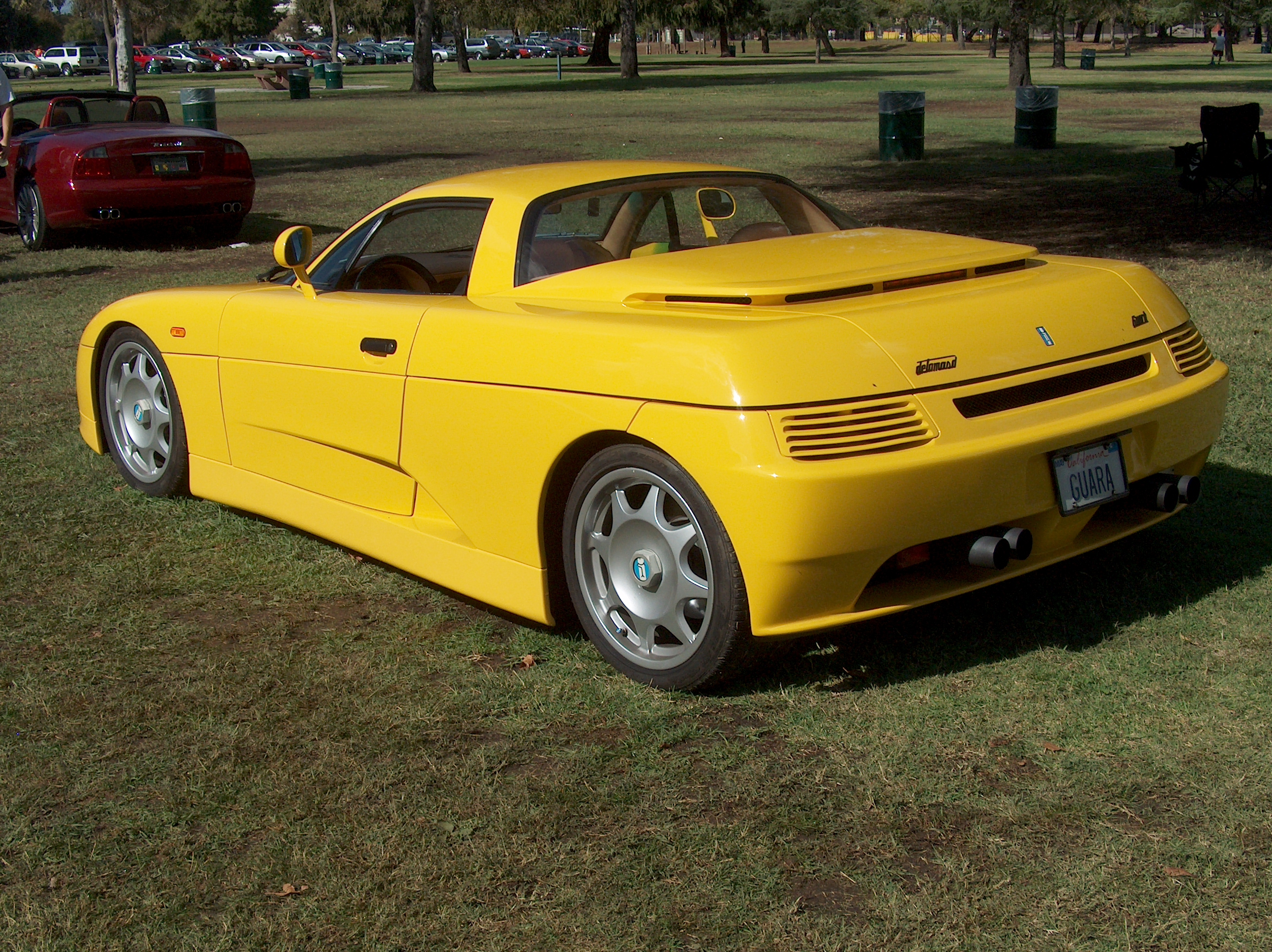
De Tomaso Guara - widok od tyłu

De Tomaso Guarà – samochód sportowy będący ostatnim projektem założyciela i właściciela firmy De Tomaso, Alejandra de Tomaso wprowadzonym na rynek. Zaprezentowany w 1993 roku na Geneva Motor Show Guarà dostępny był jako coupé lub barchetta. Guarà opiera się na prototypie Maserati Barchetta Stradale z roku 1991, prawdziwym samochodzie wyścigowym który dzięki kilku modyfikacjom uzyskał homologację uprawniającą do poruszania się po drogach publicznych. Dostępna była także wersja Guarà Spider, kabriolet z płóciennym dachem, powstało zaledwie pięć egzemplarzy tego wariantu.
Pierwsze modele (głównie Coupé) do sprzedaży trafiły w roku 1994. W późniejszym czasie samochód sprzedawany był z przerwami do 2005/2006 roku na terenie Włoch, Austrii i Szwajcarii. Po roku 2004 prawdopodobnie nie powstały już nowe egzemplarze z powodu likwidacji firmy. 
Nadwozie wykonane z kevlaru, włókien szklanych i innych materiałów kompozytowych zamontowane jest na rurowej ramie. Początkowo Guarà wyposażany był w technologie i wnętrze pochodzące z fabryk BMW, w późniejszym czasie części pochodziły od Forda/Visteona (Kanada).
Sprzedanych zostało 10–12 sztuk wersji Barchetta, 5 Spider i około 50 Coupe. 

## Silniki

### 1993–1998
- BMW V8
- 4,4 l, 32-zaworowy
- 276 PS (272 hp/203 kW)
- 6-biegowa manualna skrzynia biegów

### 1998–2004
- Ford/Visteon V8
- 4,6 l, 32-zaworowy
- 320 hp (239 kW)
- 6-biegowa manualna skrzynia biegów
- V-max dla Coupé: 270 km/h (168 mph)
- V-max dla Barchetta: 275 km/h (171 mph)
- Przyspieszenie 0-100 km/h (62 mph): około 5.0 s
- Masa
  - Coupé: 1400 kg (3086 lb)
  - Barchetta: 1050 kg (2315 lb)
- Ceny w 2005
  - Coupé: €118000
  - Barchetta: €104000